# Сан-Педро Клаверт
Сан-Педро Клаверт Футбол Клуб або просто Сан-Педро Клаверт (ісп. San Pedro Clavert Fútbol Club) — професіональний екваторіальногвінейський футбольний клуб з міста Ебебіїн.

## Історія
Клуб жодного разу не вигравав національний чемпіонат або кубок. Найбільшим успіхом клубу є друге місце в чемпіонаті країни 2006 року. Таким чином вони кваліфікувалися для участі в Кубку Конфедерації КАФ 2007 року, але вже в першому ж раунді вони зазнали поразки і припинили свої виступи на турнірі. В даний час клуб грає у Другому дивізіоні чемпіонату країни.

## Досягнення
- Прем'єр-ліга: 0 перемог

віце-чемпіон — 2006

## Статистика виступів на континентальних турнірах КАФ
| Сезон | Турнір                 | Раунд | Країна | Суперник         | Вдома | На виїзді |
| ----- | ---------------------- | ----- | ------ | ---------------- | ----- | --------- |
| 2007  | Кубок Конфедерації КАФ | 1     | Ангола | Бенфіка (Луанда) | 1:5   | 0:2       |